# Arvo Linturi
Arvo Viljo Ilmari Linturi (Turku, 23 de fevereiro de 1887 – Helsinque, 30 de maio de 1975) foi um advogado, empresário e político finlandês, que atuou como Ministro do Interior no terceiro governo de Kyösti Kallio.
Antes de sua nomeação como ministro, Linturi trabalhou como servidor público e advogado em escritórios privados. Durante seu mandato, apresentou uma queixa formal contra o Sindicato da Juventude Comunista, que havia organizado um evento comunista em Lapua. Esse incidente foi um dos fatores desencadeantes do Movimento de Lapua.